# Bóng đá tại Đại hội Thể thao Đông Nam Á 2001
Môn bóng đá tại Đại hội Thể thao Đông Nam Á 2001 bao gồm bóng đá nam và bóng đá nữ. Nội dung bóng đá nam diễn ra từ ngày 1 tháng 9 đến ngày 15 tháng 9 năm 2001 và nội dung bóng đá nữ diễn ra từ ngày 4 tháng 9 đến ngày 14 tháng 9 năm 2001. Tất cả các trận đấu đều được tổ chức tại thủ đô Kuala Lumpur, Malaysia.
Đối với nội dung của nam, đây sẽ là kỳ Đại hội đầu tiên áp dụng giới hạn độ tuổi tham dự dành cho đội tuyển U-23 (từ 23 tuổi trở xuống), các đội tuyển nam quốc gia không còn có thể tham dự giải đấu. Trong khi đó, nội dung của nữ được tổ chức trở lại sau một kỳ gián đoạn vào năm 1999, và không có giới hạn độ tuổi với các cầu thủ. 

## Lịch thi đấu
Dưới đây là lịch thi đấu cho môn bóng đá.
| G | Vòng bảng | ½ | Bán kết | B | Tranh huy chương đồng | F | Chung kết |

| Nội dung | T7 1 | CN 2 | T2 3 | T3 4 | T4 5 | T5 6 | T6 7 | T7 8 | CN 9 | T2 10 | T3 11 | T4 12 | T5 13 | T6 14 | T6 14 | T7 15 | T7 15 |
| -------- | ---- | ---- | ---- | ---- | ---- | ---- | ---- | ---- | ---- | ----- | ----- | ----- | ----- | ----- | ----- | ----- | ----- |
| Nam      | G    | G    | G    | G    | G    | G    | G    |      | G    | G     | G     |       | ½     |       |       | B     | F     |
| Nữ       |      |      |      | G    | G    | G    | G    |      | G    | G     |       | ½     |       | B     | F     |       |       |

## Địa điểm
Tổng cộng bốn địa điểm đã được sử dụng cho giải đấu. Sân vận động MPPJ, sân vận động Shah Alam và sân vận động Quốc gia Bukit Jalil được sử dụng cho các trận đấu của nam, trong khi sân vận động Cheras là địa điểm duy nhất diễn ra các trận đấu của nữ.
| Selangor                                                                    | Selangor               | Kuala Lumpur                      | Kuala Lumpur        |
| --------------------------------------------------------------------------- | ---------------------- | --------------------------------- | ------------------- |
| Sân vận động MPPJ                                                           | Sân vận động Shah Alam | Sân vận động Quốc gia Bukit Jalil | Sân vận động Cheras |
| Sức chứa: 20.000                                                            | Sức chứa: 80.372       | Sức chứa: 90.000                  | Sức chứa: 20.000    |
|                                                                             |                        |                                   |                     |
| Kuala LumpurSelangorBóng đá tại Đại hội Thể thao Đông Nam Á 2001 (Malaysia) |                        |                                   |                     |

## Các quốc gia tham dự
| Quốc gia               | Nam | Nữ  |
| ---------------------- | --- | --- |
| Brunei                 | Yes | No  |
| Campuchia              | Yes | No  |
| Indonesia              | Yes | Yes |
| Lào                    | Yes | No  |
| Malaysia               | Yes | Yes |
| Myanmar                | Yes | Yes |
| Philippines            | No  | Yes |
| Singapore              | Yes | Yes |
| Thái Lan               | Yes | Yes |
| Việt Nam               | Yes | Yes |
| Tổng cộng: 10 quốc gia | 9   | 7   |

## Giải đấu nam

### Vòng bảng
Chín đội tuyển được chia thành hai bảng thi đấu vòng tròn một lượt. Mỗi bảng chọn hai đội đứng đầu vào bán kết.

#### Bảng A
| VT | Đội       | ST | T | H | B | BT | BB | HS  | Đ  | Giành quyền tham dự     |
| -- | --------- | -- | - | - | - | -- | -- | --- | -- | ----------------------- |
| 1  | Thái Lan  | 4  | 4 | 0 | 0 | 12 | 1  | +11 | 12 | Vòng đấu loại trực tiếp |
| 2  | Myanmar   | 4  | 2 | 1 | 1 | 7  | 4  | +3  | 7  | Vòng đấu loại trực tiếp |
| 3  | Singapore | 4  | 2 | 0 | 2 | 10 | 3  | +7  | 6  |                         |
| 4  | Lào       | 4  | 1 | 0 | 3 | 2  | 9  | −7  | 3  |                         |
| 5  | Campuchia | 4  | 0 | 1 | 3 | 0  | 14 | −14 | 1  |                         |

#### Bảng B
| VT | Đội          | ST | T | H | B | BT | BB | HS  | Đ | Giành quyền tham dự     |
| -- | ------------ | -- | - | - | - | -- | -- | --- | - | ----------------------- |
| 1  | Malaysia (H) | 3  | 3 | 0 | 0 | 9  | 1  | +8  | 9 | Vòng đấu loại trực tiếp |
| 2  | Indonesia    | 3  | 2 | 0 | 1 | 11 | 2  | +9  | 6 | Vòng đấu loại trực tiếp |
| 3  | Việt Nam     | 3  | 1 | 0 | 2 | 5  | 4  | +1  | 3 |                         |
| 4  | Brunei       | 3  | 0 | 0 | 3 | 1  | 19 | −18 | 0 |                         |

### Vòng đấu loại trực tiếp
|  | Bán kết                    | Bán kết  |                            |   | Trận tranh huy chương vàng | Trận tranh huy chương vàng |
|  |                            |          |                            |   |                            |                            |
|  | 13 tháng 9 – Shah Alam     |          |                            |   |                            |                            |
|  |                            |          |                            |   |                            |                            |
|  | Malaysia                   | 1        |                            |   |                            |                            |
|  | Malaysia                   | 1        | 15 tháng 9 – Shah Alam     |   |                            |                            |
|  | Myanmar                    | 0        |                            |   |                            |                            |
|  | Myanmar                    | 0        | Malaysia                   | 0 |                            |                            |
|  | 13 tháng 9 – Petaling Jaya |          | Malaysia                   | 0 |                            |                            |
|  |                            | Thái Lan | 1                          |   |                            |                            |
|  | Thái Lan (s.h.p.)          | Thái Lan | 1                          | 2 |                            |                            |
|  | Thái Lan (s.h.p.)          |          |                            | 2 |                            |                            |
|  | Indonesia                  | 1        |                            |   |                            |                            |
|  | Indonesia                  | 1        | Trận tranh huy chương đồng |   |                            |                            |
|  |                            |          |                            |   |                            |                            |
|  | 15 tháng 9 – Petaling Jaya |          |                            |   |                            |                            |
|  |                            |          |                            |   |                            |                            |
|  | Indonesia                  | 0        |                            |   |                            |                            |
|  | Indonesia                  | 0        |                            |   |                            |                            |
|  | Myanmar                    | 1        |                            |   |                            |                            |

### Huy chương vàng
| Bóng đá nam Đại hội Thể thao Đông Nam Á 2001 |
| -------------------------------------------- |
| · Thái Lan · Lần thứ 10                      |

## Giải đấu nữ

### Vòng bảng
Bảy đội tuyển được chia thành hai bảng thi đấu vòng tròn một lượt. Mỗi bảng chọn hai đội đứng đầu vào bán kết.

#### Bảng A
| VT | Đội          | ST | T | H | B | BT | BB | HS | Đ | Giành quyền tham dự     |
| -- | ------------ | -- | - | - | - | -- | -- | -- | - | ----------------------- |
| 1  | Thái Lan     | 3  | 2 | 1 | 0 | 7  | 2  | +5 | 7 | Vòng đấu loại trực tiếp |
| 2  | Myanmar      | 3  | 2 | 1 | 0 | 7  | 2  | +5 | 7 | Vòng đấu loại trực tiếp |
| 3  | Malaysia (H) | 3  | 1 | 0 | 2 | 3  | 7  | −4 | 3 |                         |
| 4  | Philippines  | 3  | 0 | 0 | 3 | 0  | 6  | −6 | 0 |                         |

1. 1 2  Thái Lan và Myanmar bằng nhau cả về kết quả đối đầu và kết quả tổng thế. Thái Lan xếp trên nhờ tung đồng xu.[1]

#### Bảng B
| VT | Đội       | ST | T | H | B | BT | BB | HS  | Đ | Giành quyền tham dự     |
| -- | --------- | -- | - | - | - | -- | -- | --- | - | ----------------------- |
| 1  | Việt Nam  | 2  | 2 | 0 | 0 | 11 | 0  | +11 | 6 | Vòng đấu loại trực tiếp |
| 2  | Indonesia | 2  | 1 | 0 | 1 | 1  | 6  | −5  | 3 | Vòng đấu loại trực tiếp |
| 3  | Singapore | 2  | 0 | 0 | 2 | 0  | 6  | −6  | 0 |                         |

### Vòng đấu loại trực tiếp
|  | Bán kết                   | Bán kết  |                            |   | Trận tranh huy chương vàng | Trận tranh huy chương vàng |
|  |                           |          |                            |   |                            |                            |
|  | 12 tháng 9 – Kuala Lumpur |          |                            |   |                            |                            |
|  |                           |          |                            |   |                            |                            |
|  | Việt Nam (p)              | 1 (7)    |                            |   |                            |                            |
|  | Việt Nam (p)              | 1 (7)    | 14 tháng 9 – Kuala Lumpur  |   |                            |                            |
|  | Myanmar                   | 1 (6)    |                            |   |                            |                            |
|  | Myanmar                   | 1 (6)    | Việt Nam                   | 4 |                            |                            |
|  | 12 tháng 9 – Kuala Lumpur |          | Việt Nam                   | 4 |                            |                            |
|  |                           | Thái Lan | 0                          |   |                            |                            |
|  | Thái Lan                  | Thái Lan | 0                          | 2 |                            |                            |
|  | Thái Lan                  |          |                            | 2 |                            |                            |
|  | Indonesia                 | 0        |                            |   |                            |                            |
|  | Indonesia                 | 0        | Trận tranh huy chương đồng |   |                            |                            |
|  |                           |          |                            |   |                            |                            |
|  | 14 tháng 9 – Kuala Lumpur |          |                            |   |                            |                            |
|  |                           |          |                            |   |                            |                            |
|  | Myanmar                   | 3        |                            |   |                            |                            |
|  | Myanmar                   | 3        |                            |   |                            |                            |
|  | Indonesia                 | 0        |                            |   |                            |                            |

### Huy chương vàng
| Bóng đá nữ Đại hội Thể thao Đông Nam Á 2001 |
| ------------------------------------------- |
| · Việt Nam · Lần đầu tiên                   |

## Tóm tắt huy chương

### Bảng huy chương
| Hạng               | Đoàn               | Vàng | Bạc | Đồng | Tổng số |
| ------------------ | ------------------ | ---- | --- | ---- | ------- |
| 1                  | Thái Lan (THA)     | 1    | 1   | 0    | 2       |
| 2                  | Việt Nam (VIE)     | 1    | 0   | 0    | 1       |
| 3                  | Malaysia (MAS)     | 0    | 1   | 0    | 1       |
| 4                  | Myanmar (MYA)      | 0    | 0   | 2    | 2       |
| Tổng số (4 đơn vị) | Tổng số (4 đơn vị) | 2    | 2   | 2    | 6       |

### Danh sách huy chương
| Nội dung | Vàng | Bạc | Đồng |
| -------- | --- | --- | --- |
| Nam      | Thái Lan (THA) · Ammarin Yaodum · Panuwat Tanganurat · Nirut Surasiang · Klaikiat Biettakut · Sarawut Treephan · Yuttana Chaikaew · Rungroj Sawangsri · Peeratat Phoruandee · Jukkpant Punpee · Boonyarit Karnpakdee · Surapong Thammawongsa · Anucha Kitpongsri · Thaweesak Morasilp · Datsakorn Thonglao · Narongchai Vachiraban · Phichitphonh Choeichiu · Wuttiya Yongant · Teeratep Winothai · Manit Noyvach · Jetsada Jitsawad | Malaysia (MAS) · Kamarulzaman Hassan · Norhafiz Zamani Misbah · S. Jayaprakash · Mohd Syaiful Sabtu · Mohd Shukor Adan · Mohd Juzaili Samion · Abdul Aziz Ismail · Rezuan Mohd Radzy · Irwan Fadzli Idrus · Indra Putra Mahayuddin · Mohd Nizam Jamil · Akmal Rizal Ahmad Rakhli · Mohd Khaironnisam · Mohd Nizaruddin Yusof · Hairuddin Omar · Rajan Koran · Subri Sulong | Myanmar (MYA) · Aung Aung Oo · Hein Zayar Kyaw · Min Thu · Zaw Lynn Tun · Soe Myat Min · Soe Lin Tun · Aung Kyaw Tun · Thet Naing Soe · Tint Naing Tun Thein · Aung Kyaw Moe · Nay Thu Hlaing · Yan Paing · Tun Min Naing · Min Thwin · Aung Kyaw Myint · Aung Tun Naing · Tun Tun Zaw · Aye Min Tun · Lwin Oo · |
| Nữ       | Việt Nam (VIE) · Nguyễn Thị Kim Hồng · Vũ Thị Lệ Khanh · Nguyễn Thị Phương · Nguyễn Hồng Phúc · Trần Thị Bích Hạnh · Quách Thanh Mai · Nguyễn Thị Mai Lan · Huỳnh Thị Vân · Bạch Tuyết · Nguyễn Thị Thuý Nga · Phùng Thị Minh Nguyệt · Đoàn Thị Kim Chi · Lưu Ngọc Mai · Bùi Thị Hiền Lương · Nguyễn Thị Hà · | Thái Lan (THA) · Praew Semaksuk · Nuengrutai Srathongvian · Prapa Buathong · Ngamson Chaiyawut · Penrapai Promphuy · Sirinard Paturat · Pantipa Mingkwan · Pranee Saipin | Myanmar (MYA) · Myint Myint Than · Mar Lar Win · Hla Hla Than · Aye Nandar Hlaing · My Nilar Htwe · Moe Moe War · Nu Nu Khaine Win · Yin Moe Aye · |